# جوني غودمان
جوني غودمان (بالإنجليزية: Johnny Goodman)‏ هو لاعب غولف أمريكي، ولد في 28 ديسمبر 1909 في South Omaha, Nebraska ‏ في الولايات المتحدة، وتوفي في 8 أغسطس 1970 في سوث غيت في الولايات المتحدة.